# Live at the Magic Triangle
Live at the Magic Triangle ist ein Jazzalbum von Bobby Bradford, Hafez Modirzadeh mit Ken Filiano und Royal Hartigan. Die 2016 im Fine Arts Center der University of Massachusetts im Rahmen der Veranstaltungsreihe Magical Triangle Jazz entstandenen Aufnahmen erschienen 2017 als LP (in limitierter Auflage) und als digitaler Download auf NoBusiness Records.

## Hintergrund
Nach dem von der Kritik gut aufgenommenen Album Live at the Open Gate (NoBusiness, 2016) traten der Kornettist Bobby Bradford und der Saxophonist Hafez Modirzadeh zum zweiten Mal an der Front eines gemeinsamen Quartetts auf. Dieses Mal ersetzen Bassist Ken Filiano und Schlagzeuger Royal Hartigan (die beide bei Modirzadehs Post Chromodal Out! (Pi Recordings, 2012) mitgewirkt hatten) Mark Dresser bzw. Alex Cline.

## Titelliste
- Bobby Bradford, Hafez Modirzadeh With Ken Filiano, Royal Hartigan: Live at the Magic Triangle (NoBusiness Records – NBLP 108)[1]

1. She (Bradford) 11:55
2. Sillhouette  (Filiano) 9:34
3. Bayraktar (Modirzadeh) 3:55
4. Wadsworth Falls (Hartigan) 12:27
5. Ashes (Bradford) 10.16

Die Kompositionen stammen von Bobby Bradford, Hafez Modirzadeh, Ken Filiano und Royal Hartigan.

## Rezeption
Nach Ansicht von Glenn Astarita, der Live at the Magic Triangle in All About Jazz rezensierte, sind die beiden Bläser zweifellos Meister der Erfindungsgabe, wenn sie sich gegenseitig zu neu geschaffenen „Minierzählungen“ anspornten und spontan oder auch auf kontrollierte Weise wechselnde Melodielinien ausgeben würden. Jede Komposition sei ein eigenständiger Genuss, der durch die außergewöhnlichen Kommunikationsfähigkeiten, die beneidenswerten technischen Fähigkeiten und die verlockenden Improvisationsrahmen der Künstler verfeinert werde.
In der vorherigen Veröffentlichung Live at the Open Gate sei viel Wert auf die Anklänge von Bradfords zeitweiligem „Sparringspartner“ Ornette Coleman gelegt worden, schrieb John Sharpe (All About Jazz). Dieser Einfluss bleibe auf Live at the Magic Triangle bis zu einem gewissen Grad in der Art und Weise bestehen, wie Themen formuliert werden, und tauche gelegentlich in Modirzadehs Klagen auf dem Altsaxophon auf, aber eine viel stärkere Ähnlichkeit bestehe in dem ausladenden und großzügigen Gejohle zwischen den Bläsern. Es handle sich um einen Höhepunkt dieses Albums, der durch Hartigans „Wadsworth Falls“ auf die Spitze getrieben werde und Parallelen zur Polyphonie des frühen New Orleans Jazz hervorrufe, während das Paar Vorschläge und Gegenerwiderungen austausche. Selbst mit [dato] 81 Jahren würde Bradford immer noch eine schelmische Ader besitzen. Modirzadeh seinerseits reihe mürrische, kläffende Phrasen aneinander und erzeuge mit falschen Fingernsätzen ein Geblöke, das sprachähnliche Beugungen nachahme, was den Eindruck der Unvorhersehbarkeit noch verstärke. Filiano sei einfach ein Monster von Bassist, sei es in der wunderbaren Kombination aus sattem Klang und lyrischer Resonanz, die den roten Faden für Bradfords langsam brennendes, vom Blues geprägtes Prozessionsprogramm „She“ bildet, oder in der rasanten Bogenarbeit, die sein eigenes  „Sillhouette“ ankündige und dann durch das Stück hindurchrase.